# Chemehuevi

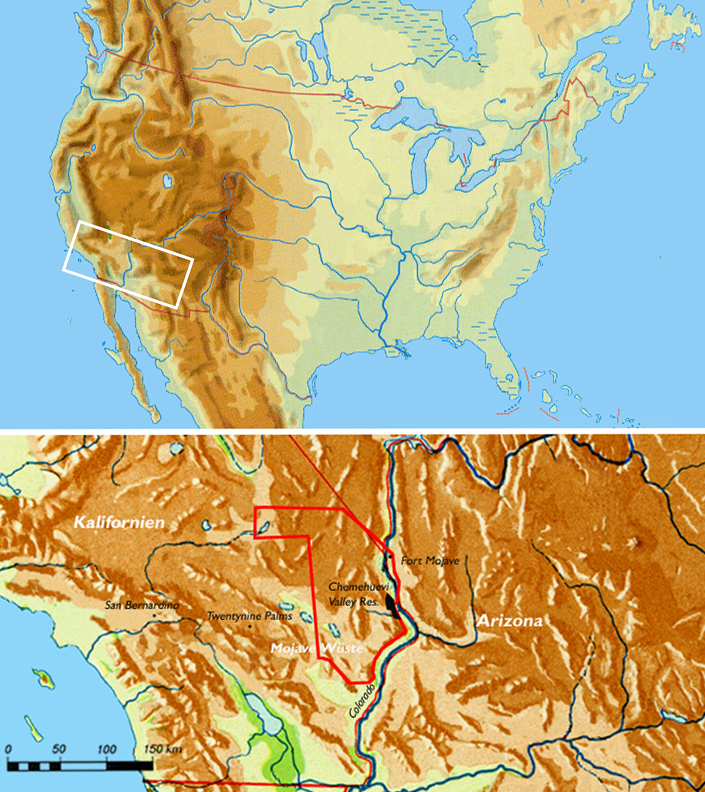
Reservate der Chemehuevi

Die Chemehuevi oder Nüwüwü („Das Volk“, Singular: Nüwü) sind die südlichste Stammesgruppe der Südlichen Paiute, die eine regionale Dialektvariante des Colorado River Numic der Südlichen Numic-Sprachen sprachen und leben im Südwesten der Vereinigten Staaten. Auf Grund ihrer Migration Anfang des 19. Jahrhunderts nach Süden zum Colorado River und der dortigen Übernahme kultureller Gebräuche der Fluss-Yuma werden sie heute meist als eigenständige Ethnie betrachtet.
Der heute allgemein gebräuchliche Name leitet sich von Camowév, Acimuev oder Achiimuuév („Jene, die mit Fischen spielen“) aus der Sprache der benachbarten Mohave (in Chemehuevi: Ayatawü genannt) ab, deren Sprache einer Variante des Fluss-Yuma-Zweigs der Cochimí-Yuma-Sprachen angehörte. Da die Chemehuevi kulturell bedingt keine Fische aßen, wurden sie von den benachbarten, fischessenden, Mohave verächtlich mit diesem Namen bezeichnet. Eine weitere Deutung des Stammesnamens leitet sich aus der Sprache der ebenfalls Yuma-sprachigen Quechan (Yuma) ab und wird als „Jene mit der Nase in der Luft wie ein Wegekuckuck“ wiedergegeben.
Kulturell standen sie den sog. Las Vegas Paiute Bands der Südlichen Paiute – den Kwiengomats, Nuaguntits, Pegesits, Tudinu – sowie später ihren engen Verbündeten, den Mohave, am nächsten. Sie können als Mittler zwischen dem Kulturareal des Großes Beckens sowie des Südwestens betrachtet werden.
Die Chemehuevi waren unter den Quechan auch als Mat-hatevach („die Nördlichen“), unter den Serrano als Yuakayam, bei den Oberen Pima (Tohono O’Odham und Akimel O’Odham) als Ahalakat („kleine Bögen“) und bei den Südlichen Paiute als Tantawás („die Südlichen“) bekannt; letztere Bezeichnung wurde manchmal seitens der Chemehuevi in Abgrenzung zu den nördlich lebenden Paiute ebenfalls benutzt.

## Wohngebiet
Sie lebten früher in der östlichen Hälfte der Mojave-Wüste, westlich des Colorado Rivers in Kalifornien.
Ihre Gebiete grenzten im Norden an die der Timbisha (auch als Death Valley Shoshone bekannt) und weiterer Bands der Westlichen Shoshone, im Nordosten an die der verwandten Südlichen Paiute, im Osten – nur vom Colorado River getrennt – an das der Mohave, im Südosten an das der Halchidhoma (in Chemehuevi: Haatcaruumiwü), im äußersten Südwesten an das der Cahuilla, weiter nördlich anschließend an das der Vanyume/Wanyuma (auch als Desert Serrano bekannt) sowie im Nordwesten an das der Kawaiisu (auch als Tehachapi Shoshone bekannt).
Nach 1874 kamen sie in das Colorado-River-Reservat auf der kalifornischen Seite des Colorados, doch durch den Bau des Parker-Staudamms 1938 wurde ein großer Teil ihres Landes überflutet, so dass die meisten Chemehuevi auf die Arizona-Seite umziehen mussten.

## Geschichte

### Die Legende
Meeresfrau (englisch Ocean Woman) erschuf die Welt, indem sie ein wenig Erde in das Meer warf. Die Erde trieb im Wasser und verteilte sich. Als Nächstes erschuf sie Kojote, der erkunden sollte, wie groß die Erde war. Dieser ging von einem Ende zum anderen und berichtete Meeresfrau, die Erde sei nun groß genug. Dann erschuf sie Wolf und Berglöwe, die Brüder von Kojote.
Kojote und Meeresfrau heirateten und sie bekamen einen großen Korb voller Kinder. Der Korb wurde fest verschlossen und Kojote durfte ihn nicht öffnen, bis er am Ziel war. Er ging mit dem Korb übers Meer, doch er war so schwer, dass er ihn öffnete und einige Kinder entkamen – das wurden die Küstenindianer. Er band den Korb wieder zu und brachte ihn zum Ziel. Wolf öffnete ihn und die anderen Kinder wurden befreit – das wurden die Chemehuevi, Shoshone, Cahuilla, Mohave, Walapai, Supai, Quechan, Papago und die Apache. Zwischen Wolf und den Chemehuevi besteht seitdem eine besondere Beziehung.

### Frühgeschichte
Die Chemehuevi sind der südlichste Zweig der Südlichen Paiute. Etwa um 1500 zogen sie vermutlich gemeinsam mit anderen Paiute in die Mojave-Wüste und vertrieben die dort lebenden Wüsten-Mohave (von den Chemehuevi Tiira?ayatawi genannt) nach Osten. Die Mohave erhielten aber das Recht, die Wüste zu durchqueren. Es gab separate Trails sowohl für die Chemehuevi als auch für die Mohave, die gerade so weit auseinander lagen, dass sich die Benutzer nicht begegnen konnten.
Die Chemehuevi waren als die kriegerischste Gruppe der Südlichen Paiute bekannt. Neben den Mohave und den Südlichen Paiute zählten auch die Timbisha (Panamint), Kawaiisu (Tehachapi) und die Serrano (span. Bergbewohner) zu ihren Nachbarn. Zu ihren traditionellen Verbündeten zählten besonders die Mohave, zudem noch die Quechan, Yavapai sowie die Westliche Apachen. Hingegen zählten sie zu ihren Feinden die Cocopa, Oberen Pima (Akimel O’Odham und Tohono O’Odham), Maricopa (Pee-Posh) sowie manchmal ihre Verbündeten, die Mohave.
Bruder Francisco Garces berichtete 1776 von der Anwesenheit der Chemevet am Whipple Mountain. Die nächste schriftliche Erwähnung der Chemehuevi kam 1827 von Jedediah Smith, einem amerikanischen Mountain Man, der auf Paiute am Mojave River, etwa 13 km westlich des Soda Lake, getroffen war. In dem halben Jahrhundert zwischen diesen beiden Berichten wurden die Missionen der Franziskaner (OFM) entlang der Küste errichtet. Von dort geflohene Indianer müssen auch in die Dörfer der Chemehuevi gekommen sein, ohne Zweifel verfolgt von spanischen Soldaten.
Vor dem frühen 19. Jahrhundert spalteten sie sich vom Hauptstamm der Südlichen Paiute ab. Zu dieser Zeit lebten sie in der Gegend des heutigen Las Vegas und zogen von dort in das Chemehuevi Valley und das Gebiet südlich davon am Colorado. In den späten 1820er Jahren sollen sie gemeinsam mit den Halchidhoma in den gleichen Dörfern gelebt haben, die südlich des Bill Williams River, etwa 25 km südlich der heutigen Stadt Parker in Arizona am Colorado, lagen. Die Halchidhoma waren zuvor von den Mohave und Quechan aus ihren eigenen Dörfern vertrieben worden. Sie hörten von einem bevorstehenden Angriff der Mohave, warnten die Halchidhoma und flohen auf die Westseite des Colorado. Nach dem Krieg zogen sie in das Gebiet, das zuvor von den Halchidhoma bewohnt worden war, und wurden bis in die 1860er Jahre von den Mohave toleriert. Die Halchidhoma hatten Zuflucht bei den Maricopa am Gila River gefunden.

### Geschichte nach 1850
1858 zerstörten weiße Einwanderer aus dem Osten die Felder der Mohave und fällten ihre wertvollen Cottonwood-Bäume (Populus deltoides), um Flöße daraus zu bauen. Die Bäume lieferten wichtige Rohstoffe für die Mohave, die aus den Stämmen ihre Häuser bauten und aus dem Bast Kleidungsstücke fertigten. Darüber hinaus waren sie in den heißen Sommermonaten notwendige Schattenspender für Mensch und Tier. Wütend griffen die Mohave die Weißen an, töteten einen Mann, verwundeten elf weitere und brachten das Vieh und die Pferde der Einwanderer um. Dieser Zwischenfall führte zur Errichtung von Fort Mojave bei den Dörfern der Mohave und zur Unterwerfung der Mohave durch das US-Militär.
In dieser Zeit waren die Chemehuevi mit den Mohave verbündet, aber die Art ihres Widerstands gegen die Eindringlinge war differenzierter. Im Gegensatz zu den Mohave hatten sie Feuerwaffen und praktizierten eine Art von Guerilla-Krieg an Stelle des Mann-gegen-Mann-Kampfes, den die Mohave bevorzugten. Die Chemehuevi töteten einen vereinzelten Immigranten und überfielen die Trecks der Einwanderer, um Vieh zu rauben. Nachdem im Frühling 1859 Fort Mojave errichtet worden war, warb die US-Armee Mohave-Krieger zum Kampf gegen die Chemehuevi und Paiute an.
Zu Beginn des Amerikanischen Bürgerkriegs 1861 zog die Armee ihre Truppen aus der Mojave-Wüste ab. Zu diesem Zeitpunkt fand eine Gruppe Weißer Vorkommen wertvoller Mineralien in den Wüsten des südöstlichen Kaliforniens. Auch auf dem Gebiet der Chemehuevi wurden Minen errichtet und man stellte Chemehuevi und Paiute als Arbeiter ein.
Nachdem Prescott die Hauptstadt des neuen Territoriums Arizona geworden war, gab es den Bedarf nach einer Postverbindung zu Kalifornien. Nach Einrichtung der Postlinie gab es eine Anzahl von Opfern, an denen wandernde Chemehuevi und Paiute beteiligt waren. Im Jahr 1866 wuchs die Aggressivität der Indianer und nach weiteren Todesfällen kam es zu einer Auseinandersetzung bei Camp Cady, einem militärischen Außenposten. Die Indianer töteten drei Soldaten und verwundeten zwei andere, ohne eigene Verluste zu erleiden. Danach errichtete die US-Armee ein Militärlager in Camp Rock Spring an der Ostgrenze von Kalifornien und alle Postkutschen wurden von drei Reitern begleitet. Weitere Militärposten errichtete man in Soda Springs, Marl Springs und Pah-Ute Springs. Durch die Briefe, die an diesen Posten stationierte Männer schrieben und erhielten, weiß man heute, dass Chemehuevi und Paiute gelegentlich die Postreiter in der Mojave-Wüste überfielen. 1867 wurde in Fort Mojave ein Friedensvertrag zwischen Major William Redwood Price und den Chemehuevi abgeschlossen. Zur Sicherung des Friedens wurden im Fort eine Anzahl indianischer Geiseln gefangen gehalten, die man später bei einem Fluchtversuch tötete. Am anderen Ende des Mojave Trails hatten Indianer in der Umgebung von Lake Arrowhead geplündert und Häuser in Brand gesteckt. Siedler organisierten deshalb einen Überraschungsangriff auf die Indianer, die sich bei Chimney Rock versammelt hatten. Die meisten von ihnen konnten in die Wüste entkommen, weil sie vorher gewarnt worden waren. Doch die Siedler verfolgten sie 32 Tage lang und viele Indianer verloren ihr Leben. Seit dieser Zeit herrschte Frieden in der Mojave-Wüste.
In der Zwischenzeit verschlechterten sich die Beziehungen zwischen den Mohave und Chemehuevi am Colorado zusehends. Jahrelang hatten sie nebeneinander am Fluss gelebt und Freundschaften geknüpft. Aber in den 1860er Jahren kam eine Gruppe Einwanderer nach der anderen aus dem Osten, um die Wüste nach Kalifornien zu durchqueren und sogar Schiffe fuhren den Colorado hinauf. Es entstand ein zunehmend feindliches Klima zwischen den beiden Stämmen und nach einigen Mordfällen kam es zum Krieg, der von 1865 bis 1871 dauerte. Viele Chemehuevi flohen in die Mojave-Wüste und sammelten sich später im Coachella-Tal. Einige fanden auch Zuflucht bei den Cahuilla in der Nähe von Banning und bei den Serrano in Twentynine Palms.
Die amerikanische Regierung unternahm danach mehrere vergebliche Versuche, die Chemehuevi in das Colorado-River-Reservat umzusiedeln, die 1874 zu diesem Zweck um ein Stück vergrößert worden war. Der Hauptgrund für den Widerstand war der Konflikt mit den Mohave, die dort auch wohnten. Es gab im Laufe der Jahre sowohl Zwangsumsiedlungen als auch freiwillige Umzüge der weit verstreuten Chemehuevi-Gruppen in das Reservat, die bis ins frühe 20. Jahrhundert dauerten. Viele bevorzugten, in ihren traditionellen Wohngebieten zu bleiben, zum Beispiel in der Nähe von Blyth, Needles, am Beaver Lake und im Chemehuevi-Tal. Nach 1911 wurden die Chemehuevi aus Twentynine Palms und Banning in das Morongo-Reservat verlegt.

## Lebensweise und Kultur

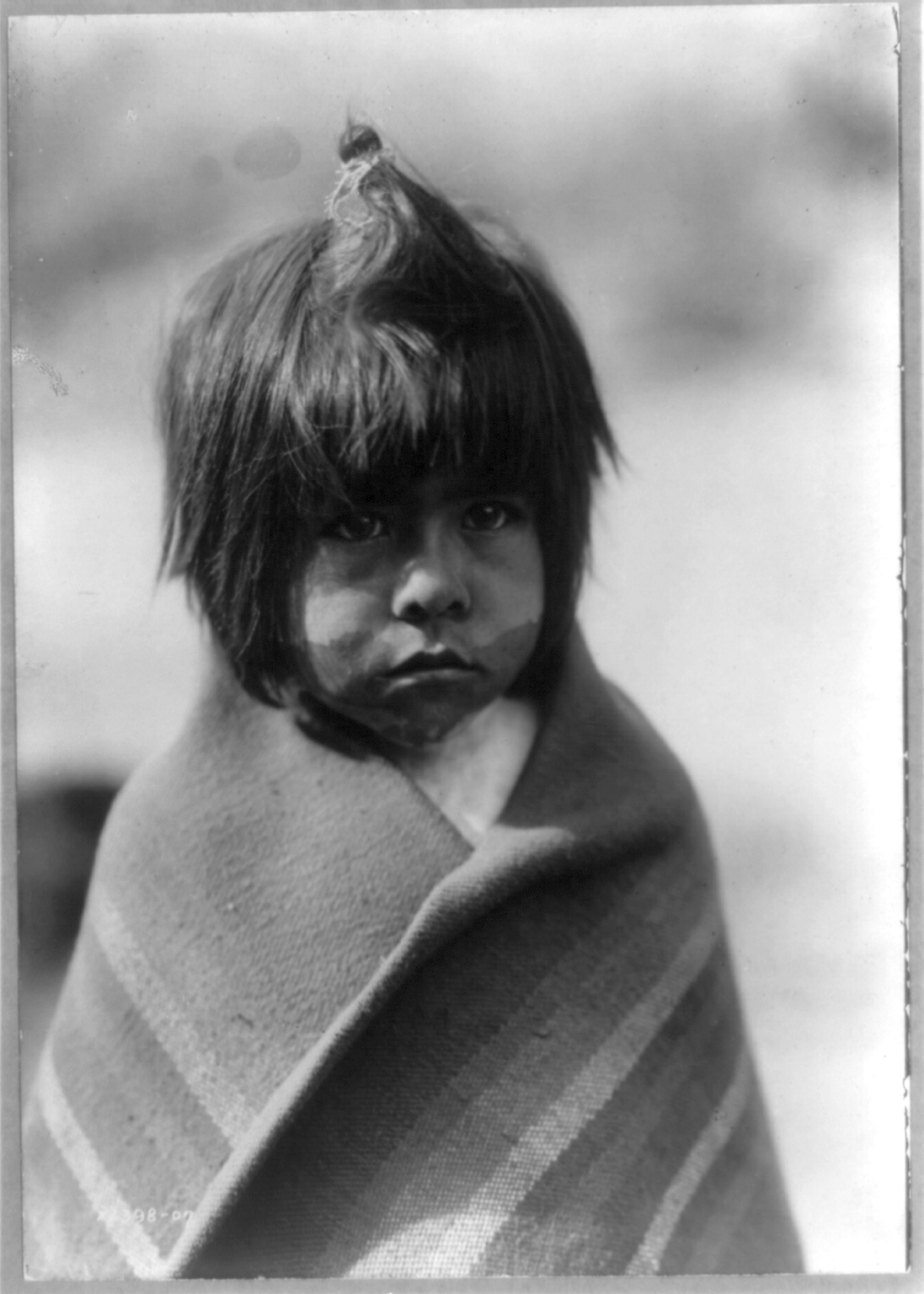
Chemehuevi Junge, fotografiert von Edward Curtis ca. 1907

Die Materialkultur der Chemehuevi entsprach in vielen Teilen der der benachbarten Stämme, den Mohave, Serrano und Cahuilla. Die Frauen waren geschickte Korbmacherinnen. Ihre in Wulstflechttechnik (englisch coiled basket) gefertigten Körbe ähnelten denen aus dem San Joaquin Valley eher als denen aus Süd-Kalifornien. Die Muster der Körbe wurden überwiegend aufgemalt und weniger eingewebt.
Der im Krieg benutzte Bogen bestand aus sehnenverstärktem Hickory-Holz (Carya) und war äußerst schwer zu spannen. Die Pfeile stellte man oft aus Rohr oder manchmal auch aus Weide her, mit einer Spitze aus Feuerstein. Mit dem zur Jagd benutzten Bogen aus sehnenverstärktem Weidenholz konnten auch größere Tiere erlegt werden.
Es gab vier verschiedenen Typen von Häusern und das bevorzugte Material waren Zweige. Eins nannte man das Flach- oder Schattenhaus und war für zeremonielle Zwecke gebaut. Das flache Dach aus Zweigen wurde quer über vier eingekerbte Pfosten verlegt. Ein weiteres, auf der Westseite bis zum Boden geneigtes Dach baute man zusätzlich über das flache Dach als besonderen Schutz gegen Sonne und Regen. Ein weiteres sehr großes flaches Haus diente als Lagerraum für Güter, die später verbrannt oder verschenkt wurden.
Henry Benjamin Whipple, der mit einer Expedition die Mojave-Wüste durchquerte, beschrieb 1856 eine Dorfanlage am Paiute Creek: Ein kleines Beet aus fruchtbarer Erde enthält noch Stoppeln von Weizen und Mais, den die Paiute aus den Bergen angebaut hatten. Nachlässig gebaute Hütten aus Wänden von Melonen- und Kürbisschalen standen verstreut herum und markierten einen Ort, der erst kürzlich verlassen worden war. Auf den von vulkanischer Hitze geschwärzten Felsen gab es eine große Anzahl indianischer Hieroglyphen.
Mitglieder der Expedition fanden auch die Schalen von Wüstenschildkröten, überall dort, wo es Wasser gab. Ein Beweis, dass das Fleisch der Schildkröten ein wichtiger Bestandteil der indianischen Nahrung in der Wüste war.
Lebensmittel, die man vorher getrocknet oder gekocht hatte, wurden oft in Tontöpfen in ihren Häusern gelagert. Auf Wanderungen vergrub man Töpfe oder Körbe mit Lebensmitteln im Boden oder stellte sie in Höhlen. Getreide lagerte man oft in Körben, die mit Tonscherben zugedeckt wurden. Das Innere des Meskal-Kaktus (Lophophora williamsii) und andere essbare Pflanzen wurden gekocht, zerstampft und in Gefäßen gelagert. Fleisch und das Fruchtfleisch von Melonen und Kürbissen wurde getrocknet. Der Besitz von Proviantlagern war lebensnotwendig und der Diebstahl von Lebensmitteln war ein Kriegsgrund. Tatsächlich war es Brauch bei den Indianern im südlichen Kalifornien, dass gelagerte Lebensmittel durch magische Gegenstände geschützt wurden, zum Beispiel durch die Beigabe eines gekerbten Stabes. Man nannten ihn auch heiliger Stab, der Unglück über denjenigen bringen sollte, der in das Lager eindrang.
Die Chemehuevi erwarben Adler von anderen Stämmen, besonders von den Walapai, die für die Trauerzeremonie gebraucht wurden. Der gesamte Besitz des Verstorbenen wurde verbrannt, mit Ausnahme der Pferde.

## Politisch-Soziale Struktur
Die Chemehuevi unterteilten sich in drei geographische Hauptgruppen, die jeweils alle entlang des Westufers des Colorado Rivers lebten:
- Tantiitsiwi („die Nördlichen“) oder Nördliche Chemehuevi lebten entlang des nördlichen Ufers südwärts bis zur Höhe des heutigen Fort Mohave (einst als "Camp Colorado" während des sog. Mohave War von 1858 to 1859 errichtet), das jedoch auf der Ostseite des Colorado Rivers in Arizona liegt und heute Teil der Fort Mojave Indian Reservationist.
- Tantivaitsiwi („die Südlichen“) oder Südliche Chemehuevi, auch: Ankanampawü (Singular: Ankanampa = "Roter Fuß", Spitzname seitens der Tantiitsiwi) Lebten entlang des Colorado Rivers südlich von Fort Mohave bis zu den Big Maria Mountains und Little Maria Mountains.
- Tiiraniwiwi, Teeranewewe („Wüsten-Volk“) oder Wüsten Chemehuevi Bewohnten die Wüstengebiete westlich des Colorado Rivers von der Mojave-Wüste im Norden bis zur Colorado-Wüste im Süden.

Jede der drei Hauptgruppen der Chemehuevi hatte einen Ha'ütütogintümü (Oberhäuptling), der die „Häuptlingssprache“ (englisch Chief’s Language) beherrschte und die Pflicht hatte, ein gutes Vorbild zu sein und sein Volk in Friedenszeiten zu führen.
Jede dieser Gruppen unterteilte sich wiederum in mehrere Großfamilien, die gemeinsam Feldbau betrieben, jagten und sammelten und in großen Winterlagern sich zusammenfanden – der Name der Gruppe bezog sich daher meist auf das Gebiet, das diese nutzte und bewirtschaftete.
Es sind mehrere solcher Gruppen bekannt:
- Howaits (auch Hokwaits, lebten in den Ivanpah Mountains, daher Ivanpah Mountain Group)
- Kauyaichits (lebten in der Gegend von Ash Meadows, daher Ash Meadows Group)
- Mokwats (lebten in den Kingston Mountains, daher Kingston Mountain Group)
- Moviats (auch Movweats, lebten auf Cottonwood Island, daher Cottonwood Island Group)
- Palonies (spanisch „die Kahlköpfigen“, wanderten bis in die Gegend nördlich von Los Angeles)
- Shivawach (eine Gruppe lebte in Twentynine Palms, eine zweite lebte im Chemehuevi Valley)
- Tümplsagavatsits (auch Timpashauwagotsits, lebten in den Providence Mountains, daher Providence Mountain Group)
- Yagats (lebten im Amargosa Valley und entlang des Amargosa River, daher Amargosa River Group)

Manchmal werden oben genannte Gruppen genauso wie die Chemehuevi einfach zu den Südlichen Paiute gezählt.
Zwei überlieferte Gesänge zeugen davon, dass die Chemehuevi eine Art von Moiety-System hatten, das mit dem Besitz von Land verbunden war. Es gibt den Mountain Sheep Song und den Deer Song, die beide Wanderungen durch Berge und Täler am Colorado beschreiben. Wer das Recht hatte, diesen Gesang vorzutragen, hatte auch das Jagdrecht in dem Gebiet und sinngemäß war es sein Eigentum. Die Gesänge wurden in der väterlichen Linie (patrilinear) vererbt. Der Mountain Sheep Song umfasste ein Gebiet westlich des Colorado, während der Deer Song sich auf Land östlich des Flusses bezog. Außerdem gab es noch den Salt Song, der beide Seiten des Colorado beschrieb. Jeder Gesang hatte verschiedene Versionen, und einer Untergruppe gehörte nur ein Teil eines Gesangs. Man durfte niemanden aus einer Gruppe heiraten, die den gleichen Gesang besaß, eine Tatsache, die der sozialen Struktur der Chemehuevi etwas von einem exogamen Moiety-System gab, ähnlich dem der benachbarten Serrano und Cahuilla. Eine aus zwei bis drei Familien bestehende Gruppe wanderte gemeinsam und hatte einen Sprecher. Sie erhielt ihren Namen nach dem Ort, wo sie ihren Feldbau betrieb, und zu dem sie in jedem Jahr zurückkehrte.

## Demografie
| Jahr                                   | Quelle                   | Zahl | Bemerkungen                                         |
| 1700                                   | NAHDB*                   | 1000 | berechnet                                           |
| 1770                                   | Alfred Kroeber           | 1550 | geschätzt                                           |
| 1800                                   | NAHDB*                   | 900  | berechnet                                           |
| 1873                                   | US Indian Office         | 800  | —                                                   |
| 1900                                   | NAHDB*                   | 400  | berechnet, nach der Pocken-Epidemie von 1898        |
| 1910                                   | Alfred Kroeber           | 300  | geschätzt                                           |
| 1989                                   | Bureau of Indian Affairs | 123  | —                                                   |
| 2000                                   | US-Zensus                | 696  | vermutlich durch Mischehen mit benachbarten Stämmen |
| * Native American Historical Data Base |                          |      |                                                     |

## Heutige Stämme der Chemehuevi
- Chemehuevi Indian Tribe
- Twenty-Nine Palms Band of Mission Indians of California (identifizieren sich selbst als Chemehuevi, werden von manchen Historikern jedoch als Nachfahren von Luiseño und weiteren Gruppen benachbarter Missions-Indianer betrachtet)
- Colorado River Indian Tribes (Mohave, Chemehuevi, Hopi und Navajo)
- Morongo Band of Mission Indians (Cahuilla, Serrano, Cupeño, Luiseño und Chemehuevi)
- Cabazon Band of Mission Indians (Cahuilla und Chemehuevi)
- Agua Caliente Band of Cahuilla Indians (Cahuilla und Chemehuevi)
- Torres Martinez Desert Cahuilla Indians (Cahuilla und Chemehuevi)
- Soboba Band of Luiseno Indians (Sovovatum oder Soboba Band der Cahuilla, Luiseño und Chemehuevi)